# Wapen van Waterlandkerkje

Het wapen van Waterlandkerkje

Het wapen van Waterlandkerkje werd op 15 december 1819 door de Hoge Raad van Adel aan de gemeente Waterlandkerkje toegekend. Deze gemeente werd in 1970 opgeheven, waarna ze met Aardenburg fuseerde tot een nieuwe gemeente. Het wapen bleef daarbij tot 1 januari 1970 in gebruik.

## Geschiedenis
Tussen 1497 en 1506 werd het gebied rond het huidige dorp Waterlandkerkje drooggelegd. De opdracht tot drooglegging werd gegeven door Hieronymus Lauweryn. Na de drooglegging kreeg hij toestemming van Filips de Schone om het gewonnen land in gebruik te nemen. Op het land werden drie heerlijkheden gesticht: Watervliet, Waterland (waarop Waterlandkerkje is ontstaan) en Waterdijk. De familie nam het wapen dat in 1823 aan Watervliet werd toegekend als wapen.

## Blazoenering
De blazoenering van het wapen luidde als volgt:
Dwars door midden gedeeld: waarvan het eerste van zilver beladen met de letter W van lazuur, het tweede van lazuur beladen met eene sireen zwemmende op eene groen en zilver golvende zee.
Het wapen was horizontaal gedeeld, de bovenste helft, eigenlijk het schildhoofd, was van zilver met daarop een blauwe W. De onderste helft was blauw van kleur met daarop een sirene of zeemeermin zwemmend in een groen en zilveren zee. Deze zee bestaat uit groene en zilveren golvende dwarsbalken in de schildvoet. Niet vermeld: de zeemeermin wordt doorgaans afgebeeld al blazend op een gouden hoorn en zij heeft een groene staart. Het schild had geen schildhouders en ook geen kroon. Omdat de kleuren ervan niet vermeld werden kan men ervan uitgaan dat het van een natuurlijke kleur is, hierdoor is het wapen geen raadselwapen.

## Herkomst zeemeermin
Over de herkomst van de zeemeermin gaat een legende, kort samengevat:
Een visser was, zonder succes, aan het vissen op het Blontrok. Na verloop van tijd merkte hij dat er wel iets in zijn net zat en trok het omhoog. In plaats van een vis in zijn net zag hij een blonde zeemeermin. De zeemeermin, Hildegonda genaamd, spartelde om uit het net te komen en sprak uiteindelijk: ik ben de zeemeermin Hildegonda, ik ben verdwaald en hoor in de zee thuis. Beste man laat mij vrij en naar de zee teruggaan. Nadat de visser bij zijn positieven kwam kreeg hij echter andere plannen: hij zou haar gaan tentoonstellen in een tent op de wekelijkse markt van Oostburg. Op die manier kon hij entree vragen en er veel geld mee verdienen. Als tegenprestatie zou hij er dan wel voor zorgen dat het Hildegonda niet aan eten zou ontbreken.
Terwijl de visser de zeemeermin inhaalde hoorde een passerende voerman alles. Hij besloot om de zeemeermin te helpen door de visser in het water te gooien en de zeemeermin haar vrijheid terug te geven. Nadat de zeemeermin weg was gezwommen, haalde de voerman de visser aan zijn benen uit het water. Boeren uit de omgeving hebben dit zien gebeuren. Terwijl de mensen toe stonden te kijken hoorden zij hoorngeschal en kwam Hildegonda terug. Hildegonda blies op een gouden hoorn en sprak daarna een voorspelling uit: Ik ga een voorspelling doen. Waterlandkerkje zal nog heel lang klein blijven, maar geen nood, eens komt de tijd dat de Kerkjenaren schouder aan schouder zullen staan en hun woonplaats tot groei en bloei zullen brengen. De wereld zal eenmaal vergaan, maar Waterlandkerkje zal blijven bestaan. Hierna dook zij onder water en werd nooit meer gezien. Het dorp bleef inderdaad tijdens de Tweede Wereldoorlog gespaard.

## Verwante wapens
De volgende wapens zijn op historische gronden verwant aan dat van Waterlandkerkje:

Het wapen van Watervliet